# Jan de Jonge
Jan de Jonge (* 8. Mai 1963 in Emmen) ist ein niederländischer Fußballtrainer und ehemaliger -spieler.

## Karriere als Spieler
Jan de Jonge war Stürmer und begann seine Profikarriere 1982 beim FC Groningen. Zwei Spielzeiten später wechselte er zum sc Heerenveen, wo er fünf Jahre blieb, ehe er 1989 zur BVO Emmen wechselte. In 410 Einsätzen in der Eredivisie erzielte er insgesamt 153 Tore und beendete seine Spielerkarriere nach der Saison 1995/1996.

## Karriere als Trainer
De Jonge begann 1996 als Trainerassistent bei der BVO Emmen, bevor er dort 1998 zum Cheftrainer wurde. Im Januar 2001 folgte seine Entlassung. Danach war er mehrere Jahre Co-Trainer beim sc Heerenveen, ehe er zur Saison 2005/2006 als Cheftrainer De Graafschap übernahm. Dort wurde de Jong 2008 abgelöst.
Ab der Saison 2013/2014 war er Trainer von Heracles Almelo, wo er bereits nach vier Spieltagen der zweiten Saison entlassen wurde. Ab 2015 folgte mit Nea Salamis Famagusta seine bisher einzige Auslandsstation als Cheftrainer, wo er erneut vorfristig abgelöst wurde. Nach mehreren Spielzeiten als Co-Trainer verschiedener Vereine ist er seit 2019 Trainer des niederländischen Drittligisten De Treffers.